# ایالت آزاد پروس
ایالت آزاد پروس (به آلمانی: Freistaat Preußen) یک ایالت آلمانی بود که پس از انحلال پادشاهی پروس در نتیجه جنگ جهانی اول تشکیل شد. این ایالت، ایالت بزرگ آلمان در دوران جمهوری وایمار بود که تقریباً شامل ۸/۵ (۶۲٫۵٪) از مساحت و جمعیت کشور می‌شد. ایالت آزاد یک اصطلاح آلمانی برای جمهوری است که در مقابل واژه لاتین آن ابداع شد.